# Jan Kubiš
Jan Kubiš (Dolni Vilemovice, 24 juni 1913 - Praag, 18 juni 1942) was een Tsjech die als Tsjecho-Slowaakse paratrooper samen met Jozef Gabčík en Josef Valčík door Groot-Brittannië waren getraind met het oog om een moordmissie op Reinhard Heydrich, Operatie Anthropoid, uit te voeren. Het was de antitankgranaat van Jan Kubiš die Heydrich dodelijk verwondde.
Eind 1941 landde hij als parachutist samen met Jozef Gabčík in het Rijksprotectoraat Bohemen en Moravië, met de opdracht Reichsprotektor Reinhard Heydrich te vermoorden. De aanslag op 27 mei 1942 verwondde Heydrich zwaar, waardoor deze enkele dagen later in een ziekenhuis overleed. De nazi-autoriteiten hielden de weken daarna een klopjacht op de twee mannen. Na het verraad van Karel Čurda werden ze samen met vijf andere paratroepers in de Sint-Cyrillus-en-Methodiuskerk in Praag gevonden. De zeven mannen wisten bijna acht uur stand te houden tegen de overmacht van achthonderd SS'ers, maar uiteindelijk zagen zij zich genoodzaakt zelfmoord te plegen om arrestatie te voorkomen. Een straat in Praag vlak bij de plaats van de aanslag op Heydrich is vernoemd naar Kubiš.

## Militaire loopbaan
- Soldaat (Vojín): 1 november 1935
- Korporaal (Desátník):
- Sergeant (Rotmistr): 22 december 1939
- Tweede luitenant (Poručík): 1942 (postuum)
- Kapitein (Stábní kapitán): 1945 (postuum)
- Kolonel (Plukovník):[1] 2002 (postuum)

## Onderscheidingen
- Croix de guerre 1939 - 1945 in 1940
- Oorlogskruis 1940 (3) in 1940, 1942 en 1945
- Herinneringsmedaille van het Tsjecho-Slowaakse leger in het buitenland met gesp(en) "Verenigd Koninkrijk" en "Frankrijk"
- De Gouden Ster in de Orde van de Vrijheid in 1949
- Militaire Orde van de Witte Leeuw voor de Overwinning, 1e klasse in 1968
- Orde van Milan Rastislav Štefánik, 3e klasse op 8 mei 1992[2][3]
- Kříž obrany státu van de Minister van Defensie van de Tsjechische Republiek in 2008[1]